# Stuck Mojo
Stuck Mojo est un groupe de rap metal américain originaire d'Atlanta, en Géorgie. Il est formé par le guitariste Rich Ward en 1989.

## Biographie

### Débuts (1989–2004)
Formé en 1989, Stuck Mojo joue du groove metal sur lequel leur chanteur rappe. En 1994 ils signent chez Century Media et sortent l'année suivante leur premier album intitulé Snappin' Necks. A l'automne ils accompagnent sur les routes Machine Head et Slapshot pendant une tournée de plus de deux mois.
En 1996, après avoir joué au Dynamo Open Air, ils entrent en studio avec le producteur Devin Townsend. Pigwalk sort le 8 octobre et Stuck Mojo en fait la promotion en Europe en ouvrant pour Life of Agony. En mars 1998 sort leur troisième album Rising, cette fois produit par Andy Sneap. Aidé par le clip du morceau "Rising", cet album connaît un plus grand succès commercial que ses prédécesseurs. Durant le printemps et l'été, le groupe participe de nouveau au Dynamo Open Air, ouvre à plusieurs occasions pour Pantera en Espagne et joue au With Full Force. En 1999 Stuck Mojo sort le live HVY1.
En butte à des problèmes relationnels et de drogue, le groupe sort en 2000 Declaration of a Headhunter, un album intégralement écrit par Ward et dont l'orientation neo metal déstabilise leurs fans. Le groupe se met alors en sommeil, Ward sortant cependant en 2001 la compilation de faces B et de reprises Violate This. Durant cette période d'inactivité Ward fonde Fozzy et Sick Speed.
Stuck Mojo annonce sa reformation en 2004 et fait son retour sur scène en février 2005 lors d'une tournée en tête d'affiche en Europe. En 2006 le groupe commence à composer en compagnie de leur chanteur originel Bonz, l'album Southern Born Killer est pourtant enregistré avec Lord Nelson, un rapper ne devant initialement n'apparaître que comme invité sur cet album. Initialement vendu via le site web de Stuck Mojo, l'album est finalement publié chez Napalm Records. En 2008 sort le sixième album du groupe, The Great Revival. Cette même année Stuck Mojo tourne une première fois en Europe avec Ektomorf puis revient quelques mois plus tard en ouverture de la tournée de Volbeat. Le groupe tourne régulièrement jusqu'en 2010 puis est mis de nouveau en sommeil.

### Réunion (depuis 2005)
Le 26 décembre 2014, Bonz, Ward, Lowery et Fontsere, qui n'avaient pas joué ensemble depuis 1998, joue un concert au Masquerade d'Atlanta. Ce line-up donne quelques concerts supplémentaires l'année suivante, mais Bonz et Lowery sont remplacés par Len Sonnier et Robby J. pour l'enregistrement de l'album Here Come the Infidels,. Le groupe se produit aux éditions 2016 des festivals Bloodstock Open Air et Brutal Assault, ainsi qu'au 70000 tons of Metal en février 2017.

## Membres

### Membres actuels
- Rich Ward - guitare, chant (depuis 1989)
- Frank Fontsere – batterie (1996-2004, depuis 2009)
- Len Sonnier - basse (depuis 2016)
- Robby J. - chant (depuis 2016)

### Anciens membres
- Bonz – chant (1989–2006, 2014-2015)
- Corey Lowery – basse (1996–1998, 2014-2015)
- Lord Nelson - chant (2006-2009)
- Eric Sanders - batterie (2005–2006)
- Rodney Beaubouef – batterie (2006–2008)
- Sean Delson - basse (2004–2009)
- Dan Dryden – basse (1998–2001)
- Tim Maines - batterie
- Ryan Mallam – guitare (2001)
- Mike Martin - guitare (2007–2009)
- Dwayne Fowler - basse (1989–1995)
- Brent Payne - batterie (1993–1995)
- Karman Gossett - batterie
- Steve 'Nailz' Underwood - batterie (2008–2009)
- Brad Hasty - batterie
- Scott Spooner - claviers
- John Carpenter - batterie
- Richard Farmer - batterie (1989–1990)
- Benjamin Reed - batterie (1990–1993)
- Andrew Freund - chant(1989)

### Membres live
- Will Hunt - batterie (1997)

## Discographie

### Albums studio
- 1995 : Snappin' Necks
- 1996 : Pigwalk
- 1996 : Violated (EP)
- 1998 : Rising
- 2000 : Declaration of a Headhunter
- 2007 : Southern Born Killers
- 2008 : The Great Revival
- 2016 : Here Come the Infidels

### Albums live
- 1999 : HVY1

### Compilations
- 2001 : Violate This: 10 Years of Rarities (1991-2001)